# Brommella hellenensis
Espèce
Brommella hellenensis est une espèce d'araignées aranéomorphes de la famille des Cicurinidae.

## Distribution
Cette espèce est endémique de Grèce. Elle se rencontre sur Naxos et vers Épidaure.

## Description
Les mâles mesurent de 1,1 à 1,7 mm et les femelles de 1,1 à 1,7 mm

## Systématique et taxinomie
Cette espèce a été décrite par Wunderlich en 1995.

## Étymologie
Son nom d'espèce, composé de hellen[e] et du suffixe latin -ensis, « qui vit dans, qui habite », lui a été donné en référence au lieu de sa découverte, la république hellénique.

## Publication originale
- Wunderlich, 1995 : « Beschreibung einer bisher unbekannten Art der Gattung Bromella Tullgren 1948 aus Griechenland (Arachnida: Araneae: Dictynidae). » Beiträge zur Araneologie, vol. 4, p. 715-718.